# Temporada 2008 de la Champ Car World Series
La Temporada Cancelada 2008 de la Championship Auto Racing Teams pudo ser la número treinta de la Championship Auto Racing Teams y hubiese sido también parte del Campeonato de monoplazas de Estados Unidos, de no ser porque el organismo Open Wheel Racing Series (organismo que reemplazó a CART desde 2004) se había declarado en quiebra, y la serie como última instancia luego de 4 años en funcionamiento, hizo un pacto con el organizador de la Indy Racing League, Tony George, para reunificar las dos series en una sola entidad la IRL IndyCar Series, que en ese entonces era sancionada por IRL IndyCar LLC, poniéndole fin a una división al campeonato americano de monoplazas. Originalmente se planeaba correr 14 carreras. Se planeaba iniciar la serie el 20 de abril en Long Beach (California), y terminar el 9 de noviembre en Ciudad de México (México). 

## Los planes para la temporada
La temporada, con la excepción del Toyota Gran Premio de Long Beach (cuya única prueba si se alcanzó a celebrar, pero dicha prueba se contó como puntuable para la IRL IndyCar Series), no obstante, antes del desarrollo de esta prueba ya se había determinado la cancelación de la serie el 21 de febrero de 2008 a causa de la compra de las entradas participantes de la Champ Car por su serie rival, la Indy Racing League.

### El traspaso de algunas pruebas a IndyCar Series, el calendario y cancelación de otras
El Rexal Gran Premio de Edmonton y el Gold Coast Indy 300 de Australia fueron retenidas y transferidos al calendario de la IndyCar Series. El calendario incluyó lo que hubiese sido el primer Gran Premio de Monterrey, que no se corría desde el 2004.
Más tarde, Toronto (retomado desde el 2009) y el Gran Premio de Houston (que hace parte del calendario desde 2013) también serían revividos por la recién serie reunificada.

### La unificación con la IndyCar Series
El 23 de enero de 2008, Robin Miller informó de que Tony George le había ofrecido a la Champ Car la gestión de una propuesta que incluía coches gratis y contratos de arrendamiento de motores a equipos de la Champ Car dispuestos a correr todo el calendario 2008 de la IndyCar a cambio de la adición de coches para las fechas de la Champ Car de Long Beach, Toronto, Edmonton, Ciudad de México, y Australia dentro del calendario de la Serie IndyCar, reuniendo así efectivamente las carreras de coches de América. La oferta fue hecha inicialmente en noviembre de 2007. El 10 de febrero de 2008, Tony George, junto con la IRL y sus representantes Terry Angstadt y Brian Barnhart, además del ejecutivo Robert Clarke exejecutivo de la marca de motores Honda, viajaron a Japón para discutir mover el Japón Indy 300 que se hace en Twin Ring Motegi. Al mover dicha carrera, o posponerla, sería necesario a fin de acomodar el Grand Prix de Long Beach, el cual estuvo programado para el mismo fin de semana. El optimismo después de la reunión fue positiva.
El 19 de febrero de 2008, Robin Miller informó a Speed Channel y a Curt Cavin en los blogs sobre IndyStar.com que las gestiones de la Indy Racing League y la Champ Car han llegado a un acuerdo para convertirse en una sola entidad. La medida efectivamente puso fin a una división de 12 años y supuso una reunificación de las carreras más importantes de Norteamérica. Mientras tanto, Brian Barnhart anunció que Tony George, está negociando la unificación, y el inventario de los chasis de IndyCar y sobre los equipos el cual se les proveerán coches de Champ ha estado en marcha. El 22 de febrero, Cavin inicialmente informó de que no se había llegado a ningún acuerdo entre la IRL y CCWS, que mantuvieron una larga reunión durante la cena entre George y el presidente de CCWS]]]] Kevin Kalkhoven la noche anterior. Más tarde, sin embargo, se informó que el acuerdo de fusión había sido completado, confirmada por George, y que sería anunciado formalmente en una conferencia de prensa la semana siguiente.

### Calendario (antes del anuncio de la unificación)
| Ronda | Competencia                                                          | Circuito                               | Ciud.Loc.                               | Fecha            |
| ----- | -------------------------------------------------------------------- | -------------------------------------- | --------------------------------------- | ---------------- |
| 1     | Toyota Gran Premio de Long Beach                                     | Circuito callejero de Long Beach       | Long Beach, California                  | 20 de abril      |
| 2     | Gran Premio de Houston                                               | Circuito Callejero de Reliant Park     | Houston, Texas                          | 27 de abril      |
| 3     | Champ Car Gran Premio del Laguna Seca en el Mazda Raceway            | Mazda Raceway Laguna Seca              | Monterey, California                    | 18 de mayo       |
| 4     | Champ Car Gran Premio de Bélgica en Zolder                           | Circuito de Zolder                     | Heusden-Zolder, Bélgica                 | 1 de junio       |
| 5     | Champ Car Gran Premio de España en el Circuito Permanente de Jerez   | Circuito de Jerez                      | Jerez de la Frontera, España            | 8 de junio       |
| 6     | Champ Car Gran Premio de Cleveland                                   | Cleveland Burke Lakefront Airport      | Cleveland, Ohio                         | 22 de junio      |
| 7     | Champ Car Gran Premio de Mont-Tremblant                              | Circuit Mont-Tremblant                 | Mont-Tremblant, Quebec                  | 29 de junio      |
| 8     | Steelback Champ Car Gran Premio de Toronto                           | Exhibition Place                       | Toronto, Ontario                        | 6 de julio       |
| 9     | Rexall Champ Car Gran Premio de Edmonton                             | Edmonton City Centre Airport           | Edmonton, Alberta                       | 20 de julio      |
| 10    | Champ Car Gran Premio de Portland                                    | Portland International Raceway         | Portland, Oregón                        | 27 de julio      |
| 11    | Champ Car Gran Premio de Road America                                | Road America                           | Elkhart Lake, Wisconsin                 | 10 de agosto     |
| 12    | Champ Car Gran Premio de los Países Bajos en el TT Circuito de Assen | TT Circuito de Assen                   | Assen, Holanda                          | 14 de septiembre |
| 13    | Gold Coast Indy 300 de Australia                                     | Circuito callejero de Surfers Paradise | Surfers Paradise, Queensland, Australia | 26 de octubre    |
| 14    | Gran Premio Tecate Presentado por Banamex                            | Autódromo Hermanos Rodríguez           | Ciudad de México, México                | 9 de Noviembre   |

### Pilotos y equipo (antes del anuncio de la unificación)
Todos los participantes estaban inscritos con vehículos Panoz DP01-Cosworth y neumáticos Bridgestone
| Equipo                     | Núm. | Pilotos          |
| -------------------------- | ---- | ---------------- |
| Newman/Haas/Lanigan Racing | 1    | Justin Wilson    |
| Newman/Haas/Lanigan Racing | 2    | Graham Rahal     |
| Forsythe/Pettit Racing     | 3    | Paul Tracy       |
| Forsythe/Pettit Racing     | 7    | Franck Montagny  |
| / HVM/Minardi Team USA     | 4    | E.J. Viso        |
| / HVM/Minardi Team USA     | 14   | Robert Doornbos  |
| Team Australia             | 5    | Will Power       |
| Team Australia             | 15   | Matt Halliday    |
| Rocketsports Racing        | 8    | Enrique Bernoldi |
| Dale Coyne Racing          | 11   | Bruno Junqueira  |
| Dale Coyne Racing          | 19   | Mario Moraes     |
| KV Racing Technology       | 21   | Alex Tagliani    |
| KV Racing Technology       | 22   | Oriol Servià     |
| Pacific Coast Motorsports  | 29   | Alex Figge       |
| Pacific Coast Motorsports  | 96   | Mario Domínguez  |
| Conquest Racing            | 24   | Franck Perera    |
| Conquest Racing            | 34   | Nelson Philippe  |

## Carreras de Champ Car pero añadidas al calendario de IndyCar
Como resultado de la unificación de la Championship Auto Racing Teams con la IRL IndyCar Series, se gestó la creación definitiva de una serie reunificada, lo que hizo que el calendario programado de la Champ Car fuera disuelto a excepción de dos competiciones que fueron incluidas como parte del calendario ya definido de la IndyCar Series: el Toyota Gran Premio de Long Beach, cuya prueba pasó a ser puntuable para la IndyCar Series pero se correría con los coches de Champ Car, mientras que el Nikon Indy 300 de Australia al estar establecido fuera de los Estados Unidos no sería puntuable para la IndyCar Series puesto que ya era costoso que los equipos se costearan otro viaje fuera de los Estados Unidos cuando lo hacían a la carrera de Motegi y la competencia canadiense de Edmonton se encontraba relativamente cerca para poder reducir costes de transporte a la hora de disputar la carrera. Por lo tanto solo se disputó la última carrera en Australia como carrera no puntuable, y se dejó como final de temporada.
Un conflicto en la programación sin solución se produjo entre la carrera en Motegi y Toyota Gran Premio de Long Beach. Los equipos existentes de la IndyCar compitieron en la Indy 300 de Japón, mientras que algunos de los primeros equipos de la Champ Car compitieron en Long Beach con sus chasis Panoz DP01 de 2007. Ambas carreras se contaron para la temporada de 2008.

### Resultados
Estos fueron los resultados obtenidos de las tres fechas que se extrajeron del calendario de la Champ Car World Series y formaron parte del calendario 2008 de la IndyCar Series, sólo la fecha de Australia no fue puntuable, al año siguiente, la carrera australiana ya no formaría parte del calendario de la IndyCar Series:
| Rond.        | Competencia                      | Circuito                               | Localización                            | Fecha         | Pole position | Vuelta rápida     | Piloto ganador | Equipo ganador             |
| ------------ | -------------------------------- | -------------------------------------- | --------------------------------------- | ------------- | ------------- | ----------------- | -------------- | -------------------------- |
| Ronda 3B (*) | Toyota Gran Premio de Long Beach | Circuito callejero de Long Beach       | Long Beach, California                  | 20 de abril   | Justin Wilson | Antônio Pizzonia  | Will Power     | KV Racing Technology       |
| Ronda 13     | Rexall Gran Premio de Edmonton   | Circuito Edmonton City Centre Airport  | Long Beach, California                  | 20 de julio   | Ryan Briscoe  | Hélio Castroneves | Scott Dixon    | Target Chip Ganassi Racing |
| NC           | Nikon Indy 300 de Australia      | Circuito callejero de Surfers Paradise | Surfers Paradise, Queensland, Australia | 26 de octubre | Will Power    | Dario Franchitti  | Ryan Briscoe   | Penske Racing              |

     Carrera no puntuable (Competencia de Champ Car del calendario 2008 agregada al calendario de la IndyCar Series)
     Carrera Puntuable (Competencia de Champ Car del calendario 2008 agregada al calendario de la IndyCar Series)

#### Nota
- (*) (3B) La carrera Toyota Gran Premio de Long Beach se ejecutó dentro de la misma fecha del calendario que acogía el ndy Japan 300, el 20 de abril, sin embargo, debido a conflictos de programación, se corrieron ambas carreras de forma paralela, los pilotos y equipos de la IndyCar Series corrieron la prueba de Japón con sus coches Dallara de su respectiva categoría, mientras los pilotos y equipos de Champ Car compitieron en Estados Unidos con los coches Panoz.

### Estadísticas finales
En esta lista se destacan los resultados obtenidos de los pilotos Champ Car frente a la lista de resultados de los pilotos de IndyCar Series en las respectivas competencias añadidas del calendario de la Champ Car programado para el 2008 y que fueron anexadas al calendario de la IndyCar Series del mismo año, no se resaltan los puntos obtenidos en las dos competencias puntuables (Long Beach) y (Edmonton), adicionalmente, aparecen los resultados de la carrera no puntuable de  Australia:
| Pos. | Piloto             | LBH | EDM | SUR |
| ---- | ------------------ | --- | --- | --- |
| 1    | Scott Dixon        |     | 1*  | 2   |
| 2    | Hélio Castroneves  |     | 2   | 7   |
| 3    | Tony Kanaan        |     | 9   | 21  |
| 4    | Dan Wheldon        |     | 7   | 11  |
| 5    | Ryan Briscoe       |     | 6   | 1*  |
| 6    | Danica Patrick     |     | 18  | 18  |
| 7    | Marco Andretti     |     | 17  | 13  |
| 8    | Ryan Hunter-Reay   |     | 8   | 3   |
| 9    | Oriol Servià       | 5   | 5   | 5   |
| 10   | Hideki Mutoh       |     | 27  | 8   |
| 11   | Justin Wilson      | '19 | 3   | 12  |
| 12   | Will Power         | 1*  | 22  | 22  |
| 13   | Vítor Meira        |     | 19  | 14  |
| 14   | Darren Manning     |     | 26  |     |
| 15   | Ed Carpenter       |     | 13  | 20  |
| 16   | Buddy Rice         |     | 11  | 10  |
| 17   | Graham Rahal       | 13  | 26  | 9   |
| 18   | E.J. Viso          | 9   | 15  | 6   |
| 19   | A.J. Foyt IV       |     | 12  | 17  |
| 20   | Bruno Junqueira    | 15  | 14  | 15  |
| 21   | Mario Moraes       | 20  | 20  | 24  |
| 22   | Enrique Bernoldi   | 4   | 16  |     |
| 23   | Jaime Camara       |     | 23  | 19  |
| 24   | Marty Roth         |     | 21  |     |
| 25   | Townsend Bell      |     | 25  | 23  |
| 26   | Mario Domínguez    | 3   | 24  |     |
| 27   | Franck Perera      | 6   |     |     |
| 28   | Alex Tagliani      | 7   |     | 4   |
| 29   | Paul Tracy         | 11  |     |     |
| 30   | Franck Montagny 3  | 2   |     |     |
| 31   | David Martínez 3   | 2   |     |     |
| 32   | Jimmy Vasser 3     | 8   |     |     |
| 33   | Alex Figge 3       | 14  |     |     |
| 34   | Nelson Philippe 3  | 15  |     |     |
| 35   | Antônio Pizzonia 3 | 16  |     |     |
| 36   | Roberto Moreno 3   | 17  |     |     |
| 37   | Juho Annala 3      | 18  |     |     |
| 38   | Dario Franchitti   |     |     | 16  |
| Pos. | Piloto             | LBH | EDM | SUR |

| Color          | Result                                             |
| -------------- | -------------------------------------------------- |
| Oro            | Ganador                                            |
| Plata          | Segundo lugar                                      |
| Bronce         | Tercer lugar                                       |
| Verde          | Cuarto y quinto lugar                              |
| Celeste        | 6.º-12.º lugar (terminó la carrera)                |
| Azul oscuro    | Finalizó la carrera fuera del Top 12               |
| Violeta        | No finalizó la carrera                             |
| Rojo           | No se clasificó a la carrera (DNQ)                 |
| Marrón         | Se retiró del evento (Ret)                         |
| Negro          | Descalificado (DSQ)                                |
| Blanco         | No comenzó la carrera (DNS)                        |
| Sin color      | No participó (DNP)                                 |
| Negrita        | Pole position                                      |
| Cursiva        | Piloto que hizo la vuelta más rápida de la carrera |
| *              | Piloto con más vueltas lideradas                   |
| Novato del Año |                                                    |
| Novato         |                                                    |

#### Nota
- Pilotos Novatos de las series IndyCar Series y Champ Car que compitieron en las respectivas carreras
- Pilotos Campeón de los Novatos que compitieron en las respectivas carreras

## Fin de la serie
Después de 29 años, la organización Open Wheel Racing Series, la antigua organización denominada CART, que era el organismo rector durante 29 años de existencia del campeonato Championship Auto Racing Teams, éste organismo llegaría a un acuerdo con los organizadores de la Indy Racing League el 26 de febrero de 2008, y dieron por finalizado el campeonato que nunca dio luz la temporada 2008, y finalmente terminó fusionándose a la Organización INDYCAR LLC, y finalmente hizo no se disputase la temporada, además, dio fin al litigio de 11 años tras la ruptura de la serie con el organizador del Indianapolis Motor Speedway, Tony Geoge y que marcaría una nueva etapa en la organización del Campeonato de Monoplazas de Estados Unidos en los años siguientes.